# Ungarische Badminton-Mannschaftsmeisterschaft 2009
Die Ungarische Badminton-Mannschaftsmeisterschaft 2009 war die 41. Auflage des Teamwettstreits in Ungarn. Es wurde ein Wettbewerb für gemischte Mannschaften ausgetragen. Meister wurde das Team von Pécsi Multi-Alarm SE.

## Endstand
| Platz | Mannschaft |
| ----- | --- |
| 1.    | Multi-Alarm SE Pécs (Daryono Budisantoso, Máté Dubicz, András Németh, Dávid Sárosi, Márton Szatzker, Sára Fekete, Zsófia Horváth, Laura Sárosi, Hanny Setiani, Eszter Zsolt) |
| 2.    | Debreceni TC-DSI |
| 3.    | Honvéd Zrínyi SE |
| 4.    | REAC-Sportiskola SE |